# Magyarbükkös
Magyarbükkös (románul Bichiș, németül Buchendorf) falu Romániában Maros megyében, Magyarbükkös község központja.

## Fekvése
Marosludastól 12 km-re délre, az Ozd-patak jobb partján fekszik.

## Története
1296-ban említik először Bekes néven.
1651-ben épített kétszintes udvarháza ma is áll. 1910-ben 839, túlnyomórészt magyar lakosa volt. A trianoni békeszerződésig Alsó-Fehér vármegye Marosújvári járásához tartozott.
1992-ben 292 lakosából 286 magyar, 6 román volt.

## Híres emberek
- Itt született 1607. december 14-én Kemény János erdélyi fejedelem.
- Itt született 1903. augusztus 1-én Szász Ferenc, szövérdi és lándori növénynemesítő, mezőgazdasági szakíró.